# Janeiro de Baixo

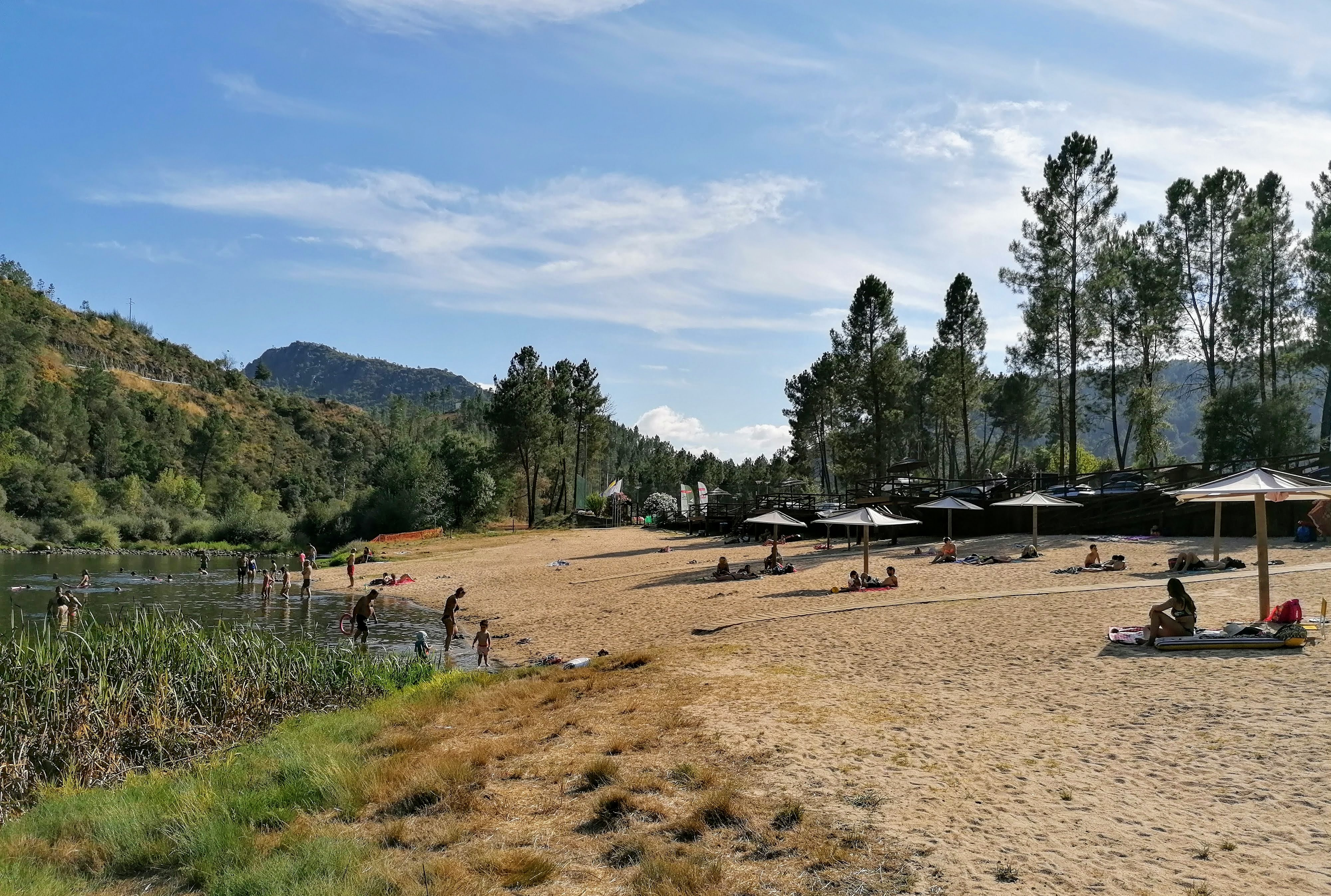
Vista geral da praia fluvial de Janeiro de Baixo

Janeiro de Baixo é uma aldeia portuguesa sede da Freguesia de Janeiro de Baixo do Município de Pampilhosa da Serra, freguesia que tem 40,54 km² de área e 533 habitantes (censo de 2021)., tendo, por isso, uma densidade populacional de 13,1 hab./km².

## História
A freguesia está implantada a sul do seu município, junto ao rio Zêzere, fazendo fronteira com os Municípios do Fundão e Oleiros. Foi comenda da Ordem de Cristo e pertenceu às comendas do padroado real. Em 1600 foi avaliada em 100 mil réis, em 1882 deixou de pertencer à Diocese da Guarda passando para a de Coimbra e em 1885 passou do concelho de Fajão para o (atual município) da Pampilhosa da Serra.
Além da sede, a freguesia é constituída pelos lugares de Brejo de Baixo, Brejo de Cima, Casal da Lapa, Esteiro, Machialinho, Porto de Vacas, Safra, Souto do Brejo e Vale de Abutre. 

## Etimologia
Segundo alguns autores, Janeiro deriva da corrupção do nome próprio Januário. Trata-se, no entanto, de uma hipótese pouco credível devido ao facto de, nessa região, o nome Januário ser praticamente desconhecido até meados do século XVIII; mas já há registos referentes a Janeiro de Baixo datando do século XIV. O mais provável é que Janeiro seja a corrupção de uma palavra de origem latina ou pré-latina.

## Demografia
Nota: Por decreto de 7 de setembro de 1895,  foram desanexados lugares desta freguesia e incorporados na freguesia de Bogas de Baixo, do concelho do Fundão (fonte: INE)
| Distribuição da População por Grupos Etários | Distribuição da População por Grupos Etários | Distribuição da População por Grupos Etários | Distribuição da População por Grupos Etários | Distribuição da População por Grupos Etários |
| -------------------------------------------- | -------------------------------------------- | -------------------------------------------- | -------------------------------------------- | -------------------------------------------- |
| Ano                                          | 0-14 Anos                                    | 15-24 Anos                                   | 25-64 Anos                                   | > 65 Anos                                    |
| 2001                                         | 74                                           | 109                                          | 363                                          | 218                                          |
| 2011                                         | 42                                           | 42                                           | 335                                          | 250                                          |
| 2021                                         | 30                                           | 28                                           | 217                                          | 258                                          |

## Património
- Igreja Paroquial de Janeiro de Baixo ou Igreja de S. Domingos (matriz) — O templo está colocado à entrada da povoação e é precedido de um adro. A porta da fachada principal é de verga curva, dominada por uma janela também de verga. A torre está adossada do lado direito e é rematada piramidalmente. Em cada flanco rasga-se uma porta. No interior sobressaem os retábulos (mor e colaterais), datados dos séculos XVII/XVIII, de madeira com arcos, colunas torcidas e revestidos de pâmpanos. O titular da igreja é São Domingos, cuja festa se realiza em Agosto.
- Capelas — Além da Igreja Matriz, Janeiro de Baixo possui duas capelas: a do Santo Cristo e a de S. Sebastião. É tradição na freguesia realizar-se um Bodo junto à Capela de S. Sebastião, a 20 de Janeiro de cada ano. A Visita Pascal com a recolha do folar e a procissão em louvor do Divino Espírito Santo são outras manifestações da religiosidade dos habitantes desta freguesia.
- Central Hidroeléctrica do Esteiro — Esta pequena central está situada junto ao Zêzere, fazendo o aproveitamento da reserva hídrica da Barragem de Santa Luzia
- Fonte de chafurdo
- Azenha
- Moinhos de água
- Praia fluvial